# Collisione aerea di Nettuno
La collisione aerea di Nettuno fu un incidente verificatosi il 22 ottobre 1958 nei pressi di Nettuno in provincia di Roma, a seguito della collisione di un volo della British European Airways con un caccia F-86E(M) Sabre dell'Aeronautica Militare italiana. Tutti i passeggeri e i membri dell'equipaggio dell'aereo civile, un Vickers 701C Viscount, persero la vita, per un totale di 31 vittime. Il pilota del F-86E(M) Sabre, capitano Giovanni Savorelli, riuscì ad eiettarsi in tempo, salvandosi.

## L'incidente
Il Vickers Viscount Mk.701C, immatricolato G-ANHC RMA Sir Leopold McClintock, della compagnia aerea britannica BEA ai comandi del comandante Frank Foster era decollato il 22 ottobre 1958 dall'aeroporto di Heathrow con destinazione finale Malta, e doveva compiere uno scalo intermedio all'aeroporto di Napoli-Capodichino. Mentre l'aereo volava sulla rotta Airway Amber 1, alle 12:55 il comandante del Viscount riportò la sua posizione al controllo del traffico aereo di Roma, posizionandosi su Ostia a 23 500 piedi (7 200 m). In realtà l'aereo si trovava fuori rotta, come appurato in seguito, ed era sconfinato senza autorizzazione in una zona militare, un'area di 200 ettari usata come poligono di tiro.
Il volo BEA 142 riferì di continuare verso Ponza, stimando arrivo su questo NDB alle 11:57. Alle 10:45, una formazione di 4 caccia North American F-86E (M) Sabre era decollata dall'aeroporto Mario de Bernardi di Pratica di Mare per un esercizio di addestramento tattico di gruppo sulla rotta Pratica CTR (ad ovest della rotta aerea Ambra 1) che era stata vietata a tutti gli aeromobili civili. La formazione si trovava a 5 km ad Est di Anzio su un'intestazione 310deg per effettuare una manovra di attacco inversa costituita da una picchiata iniziale, seguita da una cabrata con virata a destra e da una nuova violenta picchiata con recupero finale dell'aereo in volo orizzontale. Durante la picchiata che seguì alla cabrata l'F-86E del capoformazione, capitano Giovanni Savorelli, entrò in collisione con il velivolo passeggeri. La fusoliera del Viscount venne squarciata da un'ala del caccia sulla parte superiore e l'aereo subì una violenta decompressione, che causò la perdita dell'aereo. La fusoliera dell'aereo passeggeri precipitò nell'area del poligono militare, causando la morte di tutti gli occupanti.
Testimone dell'incidente fu una casalinga di Nettuno, la signora Alida Carini, che affermò di aver alzato lo sguardo e di aver visto i corpi dei passeggeri in caduta stagliarsi scuri contro il cielo. Uno dei passeggeri, un uomo, fu ritrovato ancora vivo dai soccorritori, ma morì durante il trasporto in ambulanza all'ospedale. Otto delle salme erano talmente sfigurate da non permetterne il riconoscimento. Sull'aereo si trovava un pacco di documenti segreti dell'Ammiragliato britannico che dovevano essere consegnati a Malta. I documenti furono recuperati dall'addetto militare britannico a Roma, e riportati in Patria.
A sua volta, dopo la collisione, il caccia F-86E divenne ingovernabile per la perdita di un'ala e il capitano Savorelli dovette lanciarsi con il seggiolino eiettabile toccando terra ad un paio di chilometri dai resti dell'aereo. Seriamente ferito, il pilota fu recuperato da due contadini e trasportato all'ospedale di Nettuno, dove fu piantonato da due avieri armati in attesa di testimoniare all'apposita commissione d'inchiesta subito costituita. Tale commissione, composta da nove membri, era presieduta dal generale di squadra aerea Domenico Ludovico. Al termine dei lavori, la relazione finale attribuì la collisione ad una tragica fatalità, in quanto nessuno dei due piloti avrebbe potuto vedere l'altro aereo, data la natura militare dell'esercitazione in corso e il profilo di volo tenuto dagli F-86E. Inoltre venne rilevato che il volo BEA 142 si trovava molto fuori rotta, in un'area militare esclusa al traffico civile. La direzione della compagnia inglese, sostenuta dalla stampa locale, contestò duramente questa ricostruzione dei fatti.

## Elenco delle vittime
Equipaggio
- Capitano: Frank Foster
- Primo ufficiale: G. B. Wright
- Operatore radio: G. Bannon
- Stewart: T. M. O'Grady
- Hostess: R. M. Bevan

Passeggeri
- Jane Buckingam (24 anni, modella)
- Mary Vassallo La Rosa
- Jenny Patton (64 anni)
- Joseph Marster (44 anni)
- Margaret Lenson (47 anni)
- Robert Bruce (28 anni)
- Evelin Margaret Yuille (23 anni)[10]
- Alan Robert (58 anni)
- Robert John (20 anni)
- Robert Tulgina (60 anni)
- John Booth (39 anni)
- Lane Shelle Mar
- Lee Benson (giornalista)
- Patricia Watson (giornalista)
- Brian Fogarty (fotografo)
- Diana E. Muckermann (26 anni)[N 5]
- Desmond Cubitt[N 6]

### Annotazioni
1. ↑  Si trattava dell'esemplare c/n 63, che aveva effettuato il suo primo volo 1º dicembre 1954.
2. ↑  Negli anni cinquanta le rotte aeree erano contrassegnate da colori, che ne indicavano la priorità in volo. Un aereo che percorreva una rotta "Amber" (Ambra) aveva precedenza sugli aerei delle rotte "Red" (Rosso) e "Blu", mentre doveva dare precedenza alle rotte "Green" (verdi).
3. ↑  Si trattava dell'esemplare C/n 739, operante nell'Aeronautica Militare con la matricola MM19839.
4. ↑  Assistito da medici militari, non appena fu possibile trasportarlo il pilota fu trasferito in autolettiga a Roma, ricoverato presso l'ospedale Villa Mafalda.
5. ↑  Sposatisi il giorno prima dell'incidente con Desmond Cubitt, i due erano in viaggio di nozze. Vedi Stampa Sera del 24 ottobre 1958.
6. ↑  Marito di Diana E. Muckermann.

### Fonti
1. 1 2 3  (EN) Accident description (Viscount), su aviation-safety.net. URL consultato il 19 agosto 2015.
2. 1 2  (EN) Accident description (Sabre), su aviation-safety.net. URL consultato il 19 agosto 2015.
3. 1 2 3 4 5  Woodley 2006, p. 47.
4. ↑   L'aereo Londra-Napoli si frantuma in cielo investito da un reattore militare, in La Stampa, Torino, Editrice La Stampa, 23 ottobre 1958,  p. 1. URL consultato il 18 agosto 2015.
5. 1 2  (EN) Viscount c/n 63, su vickersviscount.net. URL consultato il 19 agosto 2015.
6. 1 2 3  Flight n.2597, 25 october 1958, p. 706.
7. 1 2 3   Era fuori rotta il Viscount squarciato dal reattore italiano, in Stampa Sera, Torino, Editrice La Stampa, 23 ottobre 1958,  p. 1. URL consultato il 19 agosto 2015.
8. 1 2  (EN) Italian Air Crash Kills 31, in The Daily Illini, Champaign, Illini Media, 23 ottobre 1958,  p. 3. URL consultato il 19 agosto 2015.
9. 1 2  Stampa Sera, 24 ottobre 1958, p. 3.
10. ↑  (EN) Yuille Family History, su freepages.genealogy.rootsweb.ancestry.com. URL consultato il 18 agosto 2015.